# Lipocrea longissima
Lipocrea longissima là một loài nhện trong họ Araneidae.
Loài này thuộc chi Lipocrea. Lipocrea longissima được Eugène Simon miêu tả năm 1881.